# Щетинский сельсовет (Курская область)
Щети́нский сельсовет — муниципальное образование со статусом сельского поселения в Курском районе Курской области Российской Федерации.
Административный центр — деревня Щетинка.

## История
Статус и границы сельсовета установлены Законом Курской области от 21 октября 2004 года № 48-ЗКО «О муниципальных образованиях Курской области».

## Население
| 2002  | 2010  | 2012  | 2013  | 2014  | 2015  | 2016  |
| ----- | ----- | ----- | ----- | ----- | ----- | ----- |
| 5563  | ↗5835 | ↘5698 | ↘5570 | ↗5819 | ↗5950 | ↘5837 |
| 2017  | 2018  | 2019  | 2020  | 2021  |       |       |
| ↗5869 | ↘5834 | ↘5802 | ↗5941 | ↘5673 |       |       |

## Состав сельского поселения
| №  | Населённый пункт | Тип населённого пункта          | Население |
| -- | ---------------- | ------------------------------- | --------- |
| 1  | Искра            | посёлок                         | ↗1794     |
| 2  | Лазурный         | посёлок                         | ↗576      |
| 3  | Михайлово        | деревня                         | ↘116      |
| 4  | Муравлево        | деревня                         | ↘163      |
| 5  | Саблин           | хутор                           | ↗77       |
| 6  | Семеновка        | деревня                         | ↘42       |
| 7  | Ушаково          | деревня                         | ↘583      |
| 8  | Шуклинка         | деревня                         | ↗190      |
| 9  | Щетинка          | деревня, административный центр | ↘592      |
| 10 | Юбилейный        | посёлок                         | ↗1702     |